# Odontomyia azurea
Odontomyia azurea är en tvåvingeart som beskrevs av Becker 1909. Odontomyia azurea ingår i släktet Odontomyia och familjen vapenflugor.
Artens utbredningsområde är Etiopien. Inga underarter finns listade i Catalogue of Life.